# Валиев, Леонид Геонаевич
Леонид Геонаевич (Габдельахат Габдельганеевич) Валиев (1910, Чистопольский район — 18 апреля 1944, Крым) — старший сержант Рабоче-крестьянской Красной Армии, участник Великой Отечественной войны, Герой Советского Союза (1944).

## Биография
Родился в марте 1910 года в селе Кутлушкино (ныне — Чистопольский район Татарстана) в крестьянской семье. Окончил три класса школы в 1921 году, после чего работал в трамвайном депо в Перми, затем грузчиком в Ленинграде.
В 1941 году он был призван на службу в Рабоче-крестьянскую Красную Армию. С июля того же года — на фронтах Великой Отечественной войны. В 1942 году вступил в ВКП(б). К апрелю 1944 года гвардии старший сержант Леонид Валиев командовал отделением 91-го гвардейского стрелкового полка 33-й гвардейской стрелковой дивизии 51-й армии 4-го Украинского фронта. Отличился во время Крымской наступательной операции.
16 апреля 1944 года в ходе прорыва немецкой обороны на левом берегу реки Бельбек отделение Валиева одним из первых ворвалось на вражеские позиции и захватило дзот. 17-18 апреля Валиев шесть раз водил своих бойцов в атаки, был ранен, но боевые действия не прекратил. 18 апреля он погиб в бою. Похоронен в селе Бельбек (ныне Фруктовое) в Крыму.
Указом Президиума Верховного Совета СССР от 16 мая 1944 года гвардии старший сержант Леонид Валиев был удостоен высокого звания Героя Советского Союза. Также был награждён орденом Ленина и медалями.

## Память
Братское кладбище воинов 315-й стрелковой дивизии где захоронен герой, ныне объект культурного наследия регионального значения.
Бюст Валиева установлен в селе Кутлушкино. Стела в честь него установлена в аллее Героев городского парка Чистополя.